# Jultagi
Jultagi ou eoreum é uma tradição coreana que consiste em caminhar, dançar e lutar sobre uma única corda bamba.
Em 2011, esta tradição foi incluída na lista do Patrimônios Cultural Imaterial da Humanidade compilada pela UNESCO.

## Importância cultural
Andar na corda bamba é uma atividade muito popular, que na maioria dos países se concentra exclusivamente em habilidades acrobáticas. A arte tradicional coreana "jultagi" distingue-se porque a caminhada na corda é acompanhada por uma performance musical, bem como um diálogo entre o equilibrista e um palhaço no chão. O jultagi corre ao ar livre. O equilibrista executa uma série de acrobacias na corda contando piadas, fazendo imitações, executando músicas e danças, enquanto o palhaço brinca com ele e uma orquestra toca para acompanhar a performance. A corda bamba começa com piruetas simples que se vão tornar cada vez mais difíceis, atingindo cerca de quarenta exercícios acrobáticos ao longo de uma representação que pode ser estendida por várias horas. Hoje, as comunidades locais convidam frequentemente os equilibristas para festas que organizam em todos os cantos do país, especialmente na primavera e no outono. Hoje, a transmissão da arte da corda bamba na Coreia é assumida principalmente pela Associação para a Salvaguarda do Jultagi da Província de Gyeonggi. O treino é de dois tipos: cursos de treino especializados ministrados por instrutores que treinam profissionais e aceitam estudantes; e através do sistema de educação pública, que pode ser realizada via cursos teóricos, cursos práticos e atividades em acampamentos de férias.